# Río Corintos
Le Río Corintos est une rivière argentine de la province de Chubut en Patagonie. C'est un affluent en rive gauche du río Futaleufú, tributaire du bassin du Pacifique.

## Géographie
Né dans une sierra préandine à l'ouest de la ville de Tecka, il draine les versants nord du Cordón Kaquel et les versants sud du Cordón Nahuel Pan, situés au sud-est du parc national Los Alerces. 

Le cours d'eau coule d'abord vers l'est, puis il s'oriente vers le nord. Il passe un peu à l'ouest du lac Cronómetro, puis peu après, il vire en direction de l'ouest. 

Dans son cours inférieur, il reçoit en rive droite le río Percey qui baigne la ville de Trevelín. Enfin il se jette en rive gauche dans le río Futaleufú une dizaine de kilomètres en aval du barrage-lac d'Amutui Quimei.

## Affluents
- le río Percey (rive droite) qui lui apporte 12 m3/s.
- le río Nantifal, émissaire du lac Rosario (rive gauche).